# Yokuşlu, Eruh
Yokuşlu là một xã thuộc huyện Eruh, tỉnh Siirt, Thổ Nhĩ Kỳ. Dân số thời điểm năm 2008 là 204 người.